# Emel'jan Pugačёv
Emel'jan Pugačёv (Емельян Пугачёв) è un film del 1978 diretto da Aleksej Aleksandrovič Saltykov.

## Trama
Il cosacco del Don Emel'jan Pugačev saluta la moglie e i figli prima di lasciare il villaggio. L'anziano Filaret, però, lo supplica di restare per guidare una rivolta sotto le insegne dello zar Pietro III: Pugačev accetta e dirige l'attacco di un gruppo di ribelli a danno dei proprietari terrieri. Caterina II reagisce inviando delle truppe per reprimere l'insurrezione. A causa di un tradimento, infine Emel'jan viene catturato e trasportato in giro per tutta la Russia, rinchiuso dentro a una gabbia di ferro.